# Lapított ellipszoid koordináta-rendszer

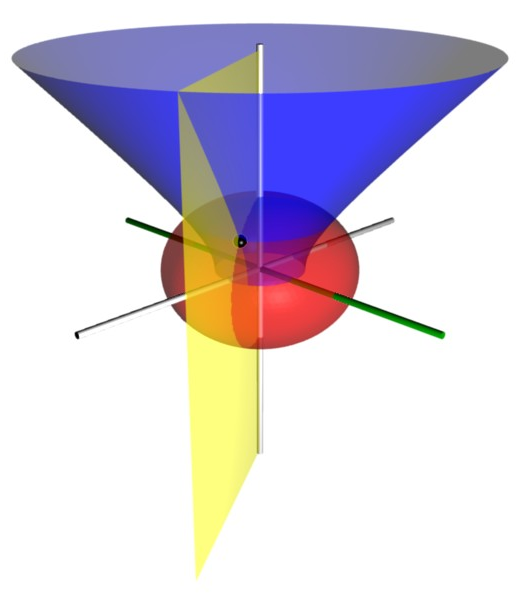
A P pont (jelölése fekete gömbbel) a (μ, ν, φ) lapított ellipszoid koordináta-rendszerben. A z-tengely függőleges, a fókuszok ±2-ben helyezkednek el. A piros lapított szferoid (lapított gömb) a μ = 1 koordinátához tartozik. A kék félhiperboloid ν = 45°-nak felel meg. A φ = −60° azimut méri a zöld xz félsík és a P pontot tartalmazó sárga félsík diéderszögét. A P pont Descartes-koordinátái megközelítőleg (1.09, −1.89, 1.66)

A geometriában a lapított ellipszoid koordináta-rendszer egy háromdimenziós ortogonális koordináta-rendszer, mely egy kétdimenziós elliptikus koordináta-rendszerből származtatható úgy, hogy a koordináta-rendszert a fókuszokat elválasztó szimmetriatengely körül forgatjuk meg. Így a fókuszok egy {\displaystyle a} sugarú gyűrűvé alakulnak az x-y síkban. A másik szimmetriatengely körüli forgatás nyújtott ellipszoid koordináta-rendszert eredményez. Mindkettő tekinthető az ellipszoid koordináta-rendszer egy speciális esetének, ahol két tengely hossza megegyezik. 
A lapított koordináta-rendszer hasznos olyan differenciálegyenletek megoldásában, ahol a peremfeltételeket egy lapított ellipszoid vagy egy egyköpenyű forgáshiperboloid mentén határozzák meg. Például így számíthatók Perrin súrlódási tényezői, amiért Jean Baptiste Perrint 1926-ban fizikai Nobel-díjjal tüntették ki. Ezek a tényezők határozzák meg a molekulák rotációs súrlódását, ami fontos különböző technológiák alkalmazásában, mint a fehérje-NMR, amiből következtetni lehet a molekulák alakjára és térfogatára. A lapított szferoid koordináta-rendszer hasznos elektromágnesességgel kapcsolatos problémák megoldásában, az akusztikában, a folyadékdinamikában, illetve az anyagok és a hő terjedésének tanulmányozásában.

## A (µ,ν,φ) rendszer

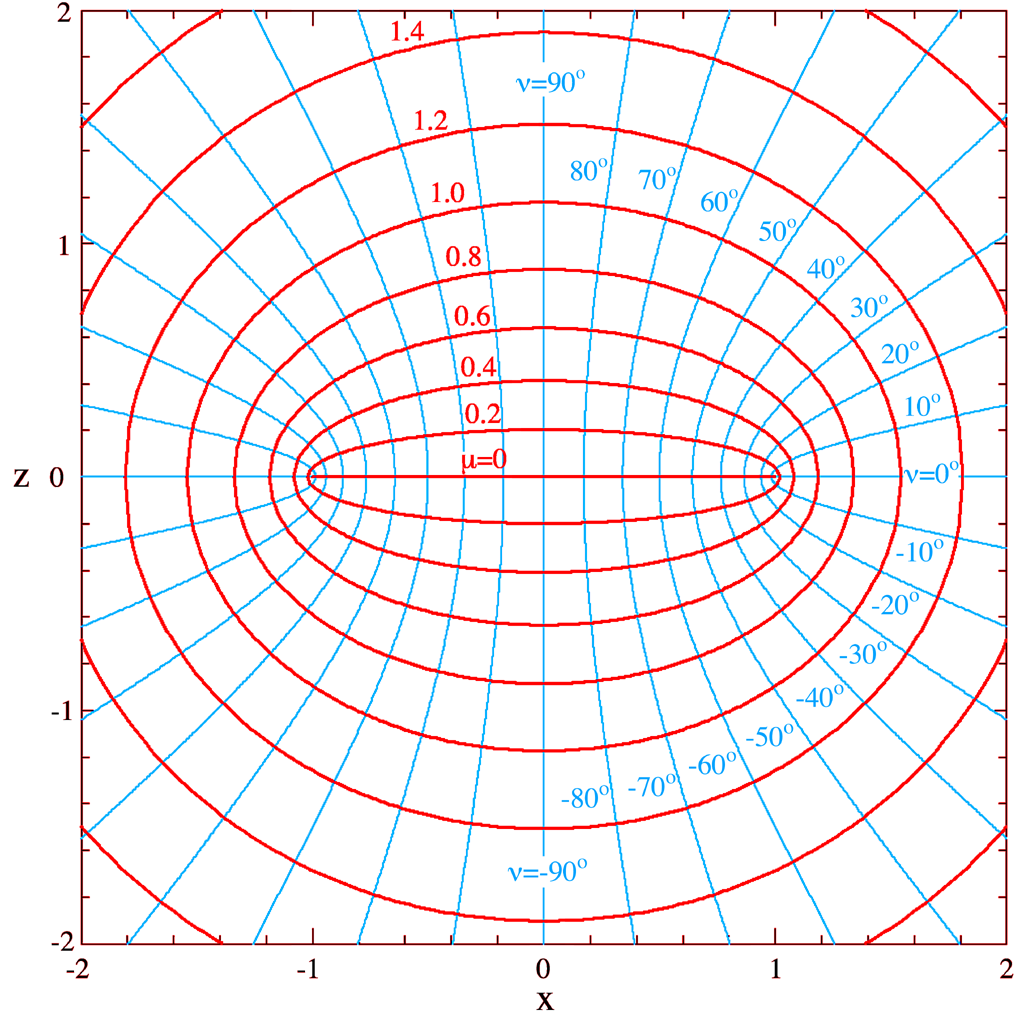
A μ és ν lapított szferoid koordináták képe az x-z síkban, ahol φ nulla és a egy. A konstans μ-höz tartozó görbék piros ellipszisek, míg a konstans ν-höz tartozó görbék félhiperbolákat formáznak ebben a síkban. A z-tengely függőleges, és szétválasztja a fókuszokat; a z és a ν koordiáták előjele mindig megegyezik. Innen a konstans μ-höz és ν-höz tartozó felületek a z-tengely körüli forgatással keletkeznek, ahogy azt a bevezetőben levő ábra mutatja

A leggyakoribb definíció a {\displaystyle (\mu ,\nu ,\varphi )} koordinátákat használja, ahol:
{\displaystyle {\begin{aligned}x&=a\ \operatorname {ch} \mu \ \cos \nu \ \cos \varphi \\y&=a\ \operatorname {ch} \mu \ \cos \nu \ \sin \varphi \\z&=a\ \operatorname {sh} \mu \ \sin \nu \end{aligned}}}
ahol {\displaystyle \mu } nemnegatív valós szám, {\displaystyle \nu \in \left[-\pi /2,\pi /2\right]} és a {\displaystyle \varphi } azimutra az {\displaystyle \varphi \in \left[-\pi ,\pi \right]} összefüggés teljesül. Ezeket a koordinátákat azért kedvelik, mert nem fajulnak el; ha van egy {\displaystyle (\mu ,\nu ,\varphi )} pont, akkor annak egyértelműen meghatározhatók az {\displaystyle (x,y,z)} Descartes-koordinátái. A fordítottja szintén igaz, kivéve a {\displaystyle z}-tengelyt és a fókuszgyűrű belsejét.

### Koordinátafelületek
A konstans μ-höz tartozó koordinátafelületek ellipszoidok, az
{\displaystyle {\frac {x^{2}+y^{2}}{a^{2}\operatorname {ch} ^{2}\mu }}+{\frac {z^{2}}{a^{2}\operatorname {sh} ^{2}\mu }}=\cos ^{2}\nu +\sin ^{2}\nu =1}
trigonometrikus összefüggések miatt, és mivel ellipszisekből keletkeztek úgy, hogy a gyújtópontokat elválasztó szimmetriategely körül forgatták meg őket. Egy x-z síkban levő ellipszis fél nagytengelye a ch μ hosszú, és x-tengely menti, míg a fél kistengelye a sh μ hosszú, és z-tengely menti. A fókuszok az x-tengelyen helyezkednek el, és z-koordináta ±a.
Hasonlóan, a konstans ν-höz tartozó felületek fél egyköpenyű forgáshiperboloidok, mivel
{\displaystyle {\frac {x^{2}+y^{2}}{a^{2}\cos ^{2}\nu }}-{\frac {z^{2}}{a^{2}\sin ^{2}\nu }}=\operatorname {ch} ^{2}\mu -\operatorname {sh} ^{2}\mu =1}
Ha ν pozitív, akkor a fél hiperboloid az x-y sík fölött van, míg negatív ν esetén az x-y sík alá esik. A ν szög geometriai jelentése a hiperboloidok aszimptotáinak szöge. A hiperboloidok gyújtópontja az x-tengelyen a ±a pontokban van.

### Inverz transzformáció
A (μ, ν, φ) a következőképpen számíthatók az (x, y, z) Descartes-koordinátákból. A φ azimut:
{\displaystyle \operatorname {tg} \phi ={\frac {y}{x}}}
A ρ cilindersugár:
{\displaystyle \rho ^{2}=x^{2}+y^{2}}
és a φ által definiált síkban a fókuszoktól mért távolság:
{\displaystyle {\begin{aligned}d_{1}^{2}=(\rho +a)^{2}+z^{2}\\d_{2}^{2}=(\rho -a)^{2}+z^{2}\end{aligned}}}
Ezekkel a többi koordináta:
{\displaystyle {\begin{aligned}\operatorname {ch} \mu &={\frac {d_{1}+d_{2}}{2a}}\\\cos \nu &={\frac {d_{1}-d_{2}}{2a}}\end{aligned}}}
ahol μ mindig nemnegatív, és ν előjele megegyezik z előjelével. 
Egy másik módszer az inverz transzformáció kiszámítására:
{\displaystyle {\begin{aligned}\mu &=\operatorname {Re} \operatorname {arch} {\frac {\rho +zi}{a}}\\\nu &=\operatorname {Im} \operatorname {arch} {\frac {\rho +zi}{a}}\\\phi &=\operatorname {arctg} {\frac {y}{x}}\end{aligned}}}
ahol {\displaystyle \rho ={\sqrt {x^{2}+y^{2}}}}

### Skálázási tényezők
A skálázási tényezők a {\displaystyle \mu } és a {\displaystyle \nu } koordináták esetén megegyeznek:
{\displaystyle h_{\mu }=h_{\nu }=a{\sqrt {\operatorname {sh} ^{2}\mu +\sin ^{2}\nu }}}
míg az azimut skálázási tényezője
{\displaystyle h_{\phi }=a\operatorname {ch} \mu \ \cos \nu }
Így az infinitezimális térfogatelem
{\displaystyle dV=a^{3}\operatorname {ch} \mu \ \cos \nu \ \left(\operatorname {sh} ^{2}\mu +\sin ^{2}\nu \right)d\mu \,d\nu \,d\phi }
és a Laplace-operátor:
{\displaystyle \nabla ^{2}\Phi ={\frac {1}{a^{2}\left(\operatorname {sh} ^{2}\mu +\sin ^{2}\nu \right)}}\left[{\frac {1}{\operatorname {ch} \mu }}{\frac {\partial }{\partial \mu }}\left(\operatorname {ch} \mu {\frac {\partial \Phi }{\partial \mu }}\right)+{\frac {1}{\cos \nu }}{\frac {\partial }{\partial \nu }}\left(\cos \nu {\frac {\partial \Phi }{\partial \nu }}\right)\right]+{\frac {1}{a^{2}\operatorname {ch} ^{2}\mu \cos ^{2}\nu }}{\frac {\partial ^{2}\Phi }{\partial \phi ^{2}}}}
A további differenciáloperátorok, mint {\displaystyle \nabla \cdot \mathbf {F} } és {\displaystyle \nabla \times \mathbf {F} } kifejezhetők az (μ, ν, φ) koordináták és skálázási tényezőik behelyettesítésével az ortogonális koordináta-rendszerek általános képleteibe.

### Bázisvektorok
A {\displaystyle \mu ,\nu ,\phi } koordináta-rendszer koordináta-rendszer bázisvektorai Descartes-koordinátákban kifejezhetők, mint:
{\displaystyle {\begin{aligned}{\hat {e}}_{\mu }&={\frac {1}{\sqrt {\operatorname {sh} ^{2}\mu +\sin ^{2}\nu }}}\left(\operatorname {sh} \mu \cos \nu \cos \phi {\boldsymbol {\hat {i}}}+\operatorname {sh} \mu \cos \nu \sin \phi {\boldsymbol {\hat {j}}}+\operatorname {ch} \mu \sin \nu {\boldsymbol {\hat {k}}}\right)\\{\hat {e}}_{\nu }&={\frac {1}{\sqrt {\operatorname {sh} ^{2}\mu +\sin ^{2}\nu }}}\left(-\operatorname {ch} \mu \sin \nu \cos \phi {\boldsymbol {\hat {i}}}-\operatorname {ch} \mu \sin \nu \sin \phi {\boldsymbol {\hat {j}}}+\operatorname {sh} \mu \cos \nu {\boldsymbol {\hat {k}}}\right)\\{\hat {e}}_{\phi }&=-\sin \phi {\boldsymbol {\hat {i}}}+\cos \phi {\boldsymbol {\hat {j}}}\end{aligned}}}
ahol {\displaystyle {\boldsymbol {\hat {i}}},{\boldsymbol {\hat {j}}},{\boldsymbol {\hat {k}}}} a Descartes-féle bázisvektorok. Továbbá {\displaystyle {\hat {e}}_{\mu }} a konstans {\displaystyle \mu }-höz tartozó ellipszoid felszín kifelé mutató normálvektora, {\displaystyle {\hat {e}}_{\phi }} az azimuthoz tartozó egységvektor, és {\displaystyle {\hat {e}}_{\nu }} a lapított szferoid érintősíkjában jobbfogású három dimenzióssá egészíti ki a koordináta-rendszert.

## A (ζ, ξ, φ) rendszer
Néha használnak egy (ζ, ξ, φ) rendszert is, ahol {\displaystyle \zeta =\operatorname {sh} \mu }, {\displaystyle \xi =\sin \nu } és {\displaystyle \varphi } ugyanaz, mint előbb (Smythe 1968). A {\displaystyle \zeta } koordinátára teljesül, hogy {\displaystyle 0\leq \zeta <\infty } és a {\displaystyle \xi } koordinátára {\displaystyle -1\leq \xi <1}.
Kapcsolat a Descartes-rendszerrel:
{\displaystyle {\begin{aligned}x=a{\sqrt {(1+\zeta ^{2})(1-\xi ^{2})}}\,\cos \phi \\y=a{\sqrt {(1+\zeta ^{2})(1-\xi ^{2})}}\,\sin \phi \\z=a\zeta \xi \end{aligned}}}

### Skálázási tényezők
A {\displaystyle (\zeta ,\xi ,\phi )} koordináták skálázási tényezői:
{\displaystyle {\begin{aligned}h_{\zeta }&=a{\sqrt {\frac {\zeta ^{2}+\xi ^{2}}{1+\zeta ^{2}}}}\\h_{\xi }&=a{\sqrt {\frac {\zeta ^{2}+\xi ^{2}}{1-\xi ^{2}}}}\\h_{\phi }&=a{\sqrt {(1+\zeta ^{2})(1-\xi ^{2})}}\end{aligned}}}
A skálázási tényezők ismeretében a koordináták több függvénye is kiszámítható az ortogonális koordináta-rendszerek általános módszerei alapján. Az infinitezimális térfogatelem:
{\displaystyle dV=a^{3}\left(\zeta ^{2}+\xi ^{2}\right)d\zeta \,d\xi \,d\phi }
A gradiens:
{\displaystyle \nabla V={\frac {1}{h_{\zeta }}}{\frac {\partial V}{\partial \zeta }}\,{\hat {\zeta }}+{\frac {1}{h_{\xi }}}{\frac {\partial V}{\partial \xi }}\,{\hat {\xi }}+{\frac {1}{h_{\phi }}}{\frac {\partial V}{\partial \phi }}\,{\hat {\phi }}}
A divergencia:
{\displaystyle \nabla \cdot \mathbf {F} ={\frac {1}{a(\zeta ^{2}+\xi ^{2})}}\left\{{\frac {\partial }{\partial \zeta }}\left({\sqrt {1+\zeta ^{2}}}{\sqrt {\zeta ^{2}+\xi ^{2}}}F_{\zeta }\right)+{\frac {\partial }{\partial \xi }}\left({\sqrt {1-\xi ^{2}}}{\sqrt {\zeta ^{2}+\xi ^{2}}}F_{\xi }\right)\right\}+{\frac {1}{{\sqrt {1+\zeta ^{2}}}{\sqrt {1-\xi ^{2}}}}}{\frac {\partial F_{\phi }}{\partial \phi }}}
A Laplace-operátor:
{\displaystyle \nabla ^{2}V={\frac {1}{a^{2}\left(\zeta ^{2}+\xi ^{2}\right)}}\left\{{\frac {\partial }{\partial \zeta }}\left[\left(1+\zeta ^{2}\right){\frac {\partial V}{\partial \zeta }}\right]+{\frac {\partial }{\partial \xi }}\left[\left(1-\xi ^{2}\right){\frac {\partial V}{\partial \xi }}\right]\right\}+{\frac {1}{a^{2}\left(1+\zeta ^{2}\right)\left(1-\xi ^{2}\right)}}{\frac {\partial ^{2}V}{\partial \phi ^{2}}}}
A további differenciáloperátorok, mint {\displaystyle \nabla \cdot \mathbf {F} } és {\displaystyle \nabla \times \mathbf {F} } kifejezhetők az (μ, ν, φ) koordináták és skálázási tényezőik behelyettesítésével az ortogonális koordináta-rendszerek általános képleteibe.

### Lapított szferoid harmonikus függvények
Ahogy a szférikus koordináták és a szférikus harmonikus függvények esetén, a Laplace-egyenlet megoldható a változók szétválasztásával. Ezeket a megoldásokat kényelmes használni, ha a peremfeltételeket egy rögzített koordinátájú felület mentén adták meg. 
A változók szétválasztásának módszerével a Laplace-egyenlet egy megoldása:
{\displaystyle V=Z(\zeta )\,\Xi (\xi )\,\Phi (\phi )}
Ez egy három egyenletből álló egyenletrendszert ad, minden változóra egy egyenlettel:
{\displaystyle {\begin{aligned}{\frac {d}{d\zeta }}\left[(1+\zeta ^{2}){\frac {dZ}{d\zeta }}\right]+{\frac {m^{2}Z}{1+\zeta ^{2}}}-n(n+1)Z=0\\{\frac {d}{d\xi }}\left[(1-\xi ^{2}){\frac {d\Xi }{d\xi }}\right]-{\frac {m^{2}\Xi }{1-\xi ^{2}}}+n(n+1)\Xi =0\\{\frac {d^{2}\Phi }{d\phi ^{2}}}=-m^{2}\Phi \end{aligned}}}
ahol az m konstans egész, mivel a φ változó 2π szerint periodikus. Ekkor az n is egész. Az egyenletek megoldása:
{\displaystyle {\begin{aligned}Z_{mn}&=A_{1}P_{n}^{m}(i\zeta )+A_{2}Q_{n}^{m}(i\zeta )\\[1ex]\Xi _{mn}&=A_{3}P_{n}^{m}(\xi )+A_{4}Q_{n}^{m}(\xi )\\[1ex]\Phi _{m}&=A_{5}e^{im\phi }+A_{6}e^{-im\phi }\end{aligned}}}
ahol {\displaystyle A_{i}}-k konstansok, {\displaystyle P_{n}^{m}(z)} és {\displaystyle Q_{n}^{m}(z)} asszocilt Legendre-polinomok, mégpedig rendre első, illetve másodfajúak. A három megoldás szorzata lapított szferoid harmonikus függvény, és a Laplace-egyenlet általános megoldása:
{\displaystyle V=\sum _{n=0}^{\infty }\sum _{m=0}^{\infty }\,Z_{mn}(\zeta )\,\Xi _{mn}(\xi )\,\Phi _{m}(\phi )}
A konstansok csak négy független konstanssá kombinálódnak a harmonikus függvényekben.

## A (σ, τ, φ)-rendszer

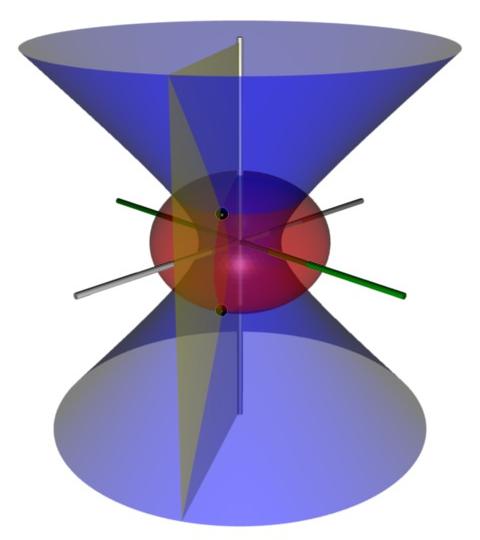
A P pont (fekete gömbbel jelölve) koordinátafelületei a (σ, τ, φ) alternatív lapított szferoid koordináta-rendszerben. A σ koordinátának megfelelő lapított szferoid pirossal; a φ azimut méri a zöld és a sárga félsíkok szögét. A τ konstanshoz egy egész hiperboloid tartozik, ami kétszeres elfajulást eredményez. Ezt mutatja a két fekete gömb (x, y, ±z)-ben

Néha az alternatív (σ, τ, φ)-rendszert használják, ahol {\displaystyle \varsigma =\operatorname {ch} \mu } és {\displaystyle \tau =\cos \nu }. Így a σ koordináta legalább egy, míg τ -1 és +1 közé esik, beleértve a határokat. A konstans σ értékekhez ugyanazok a lapított szferoidok tartoznak, mint μ-höz, míg a konstans τ értékekhez teljes forgáshiperboloidok tartoznak, mégpedig a ν-höz és a -ν-höz tartozó két félhiperboloid. Emiatt ezek a koordináták elfajultak, Két, descartes-koordinátákkal adott pont, (x, y, ±z) koordinátái egyeznek ebben a koordináta-rendszerben. Ez látszódik azokból az egyenletekből, amelyek a (σ, τ, φ)-rendszert transzformálják a Descartes-koordináta-rendszerbe:
{\displaystyle {\begin{aligned}x&=a\sigma \tau \cos \phi \\y&=a\sigma \tau \sin \phi \\z^{2}&=a^{2}\left(\sigma ^{2}-1\right)\left(1-\tau ^{2}\right)\end{aligned}}}
A {\displaystyle \sigma } és {\displaystyle \tau } koordináták egyszerű kapcsolatban állnak a fókuszgyűrűvel való távolsággal. Bármely pont esetén a {\displaystyle d_{1}+d_{2}} távolság megegyezik {\displaystyle 2a\sigma }-val, míg a {\displaystyle d_{1}-d_{2}} különbség megegyezik {\displaystyle 2a\tau }-val. Tehát a fókusztól mért távoli távolság {\displaystyle a(\sigma +\tau )}, míg a közeli {\displaystyle a(\sigma -\tau )}.

### Koordinátafelületek
A konstans σ-hoz tartozó felületek, a konstans μ-höz tartozó megfelelőikhez hasonlóan lapított szferoidokat alkotnak:
{\displaystyle {\frac {x^{2}+y^{2}}{a^{2}\sigma ^{2}}}+{\frac {z^{2}}{a^{2}\left(\sigma ^{2}-1\right)}}=1}
Hasonlóan, a konstans τ-hoz tartozó felületek egyköpenyű forgáshiperboloidokat alkotnak:
{\displaystyle {\frac {x^{2}+y^{2}}{a^{2}\tau ^{2}}}-{\frac {z^{2}}{a^{2}\left(1-\tau ^{2}\right)}}=1}

### Skálázási tényezők
A {\displaystyle (\sigma ,\tau ,\phi )} rendszer skálázási tényezői:
{\displaystyle {\begin{aligned}h_{\sigma }=a{\sqrt {\frac {\sigma ^{2}-\tau ^{2}}{\sigma ^{2}-1}}}\\h_{\tau }=a{\sqrt {\frac {\sigma ^{2}-\tau ^{2}}{1-\tau ^{2}}}}\end{aligned}}}
míg az azimut skálázási tényezője:
{\displaystyle h_{\phi }=a\sigma \tau }.
Ezzel az infinitezimális térfogatelem
{\displaystyle dV=a^{3}\sigma \tau {\frac {\sigma ^{2}-\tau ^{2}}{\sqrt {\left(\sigma ^{2}-1\right)\left(1-\tau ^{2}\right)}}}\,d\sigma \,d\tau \,d\phi }
és a Laplace-operátor:
{\displaystyle \nabla ^{2}\Phi ={\frac {1}{a^{2}\left(\sigma ^{2}-\tau ^{2}\right)}}\left\{{\frac {\sqrt {\sigma ^{2}-1}}{\sigma }}{\frac {\partial }{\partial \sigma }}\left[\left(\sigma {\sqrt {\sigma ^{2}-1}}\right){\frac {\partial \Phi }{\partial \sigma }}\right]+{\frac {\sqrt {1-\tau ^{2}}}{\tau }}{\frac {\partial }{\partial \tau }}\left[\left(\tau {\sqrt {1-\tau ^{2}}}\right){\frac {\partial \Phi }{\partial \tau }}\right]\right\}+{\frac {1}{a^{2}\sigma ^{2}\tau ^{2}}}{\frac {\partial ^{2}\Phi }{\partial \phi ^{2}}}}
A további differenciáloperátorok, mint {\displaystyle \nabla \cdot \mathbf {F} } és {\displaystyle \nabla \times \mathbf {F} } kifejezhetők az (μ, ν, φ) koordináták és skálázási tényezőik behelyettesítésével az ortogonális koordináta-rendszerek általános képleteibe.
Ahogy a gömbkoordináták esetén, úgy a lapított koordináta-rendszerben is megoldható Laplace egyenlete az együtthatók szétválasztásával. Ez kényelmes akkor, ha a peremfeltételek a lapított ellipszoid koordináta-rendszer egy koordinátafelületén vannak adva. A megoldások lapított szferoid harmonikusok alakjában adódnak. (Lásd: Smythe, 1968)

## Fordítás
Ez a szócikk részben vagy egészben  az   Oblate spheroidal coordinates című angol Wikipédia-szócikk fordításán alapul.  Az eredeti cikk szerkesztőit annak laptörténete sorolja fel. Ez a jelzés csupán a megfogalmazás eredetét és a szerzői jogokat jelzi, nem szolgál a cikkben szereplő információk forrásmegjelöléseként.